# Linn Blohm
Linn Blohm (* 20. Mai 1992 in Stockholm) ist eine schwedische Handballspielerin, die beim Győri ETO KC spielt.

## Karriere
Linn Blohm begann im Alter von zwölf Jahren das Handballspielen bei Gustafsbergs IF HK. 2008 schloss sie sich IK Sävehof an, mit deren Damenmannschaft sie viermal die schwedische Meisterschaft gewann. Im Sommer 2014 wechselte die Kreisläuferin zum dänischen Erstligisten Team Tvis Holstebro. Mit TTH gewann sie 2015 den EHF-Pokal sowie 2016 den Europapokal der Pokalsieger. Blohm stand ab dem Sommer 2016 beim dänischen Klub FC Midtjylland Håndbold unter Vertrag. Ab dem Oktober 2017 pausierte sie schwangerschaftsbedingt. Im Sommer 2018 wechselte sie zu København Håndbold. In der Saison 2020/21 stand sie beim rumänischen Erstligisten CS Minaur Baia Mare unter Vertrag. Anschließend wechselte sie zum ungarischen Spitzenverein Győri ETO KC. Mit Győr gewann sie 2022, 2023 und 2025 die ungarische Meisterschaft sowie 2024 und 2025 die EHF Champions League.
Blohm gewann mit Schweden 2010 die U-18-Handball-Weltmeisterschaft der Frauen die 2012 die U-20-Handball-Weltmeisterschaft der Frauen. Aktuell gehört sie dem Kader der schwedischen Nationalmannschaft an, für die sie in bisher 160 Länderspielen 464 Treffer erzielte. Sie gewann die Bronzemedaille bei der Europameisterschaft 2014. Sie nahm an den Olympischen Spielen 2016 in Rio de Janeiro sowie an den Olympischen Spielen 2020 in Tokio teil. Bei der Weltmeisterschaft 2023 belegte sie mit Schweden den vierten Platz. Blohm erzielte im Turnierverlauf 25 Treffer und wurde in das All-Star-Team berufen. Auch bei den im darauffolgenden Jahr stattfindenden Olympischen Spielen in Paris belegte sie mit Schweden den vierten Platz.

## Sonstiges
Blohm ist auf ihrem linken Ohr taub.